# كليونيسو كارلوس دا سيلفا
كليونيسو كارلوس دا سيلفا (بالبرتغالية: Cleonésio Carlos da Silva‏) (مواليد 12 أبريل 1976) هو لاعب كرة قدم برازيلي سابق كان يجيد اللعب في مركز المهاجم. تشمل أنديته السابقة جوفنتودي وجيجو يونايتد وبوسان أي بارك وبوهانغ ستيلرز في كوريا الجنوبية وساتورن في روسيا والخور في قطر وكوريتيبا وغوياس وبورتوغيزا وكروزيرو وماموري وسبورت ريسيفه وكريسيما.
سجل هدفين في 21 مباراة في الدوري لصالح ساتورن.

## الإنجازات
- كروزيرو
  - كأس البرازيل (1): 1996
  - بطولة ولاية مينيرو (2): 1996 - 1997
- غوياس
  - كأس الغرب الأوسط (1): 2001